# AIBN
AIBN, azobis(izobutyronitryl) – organiczny związek chemiczny z grupy nitryli stosowany głównie jako inicjator w reakcjach polimeryzacji rodnikowej.
AIBN samorzutnie rozkłada się na dwa trzeciorzędowe rodniki nitrylowe w temperaturze powyżej 60 °C. Stosowany jest m.in. przy otrzymywaniu bloków pleksiglasowych z metakrylanu metylu.
Homolityczny rozpad wiązania (powstawanie rodnika):